# Пилзен-юг
Окръг Пилзен-юг (на чешки: Okres Plzeň-jih) е един от 7-те окръга на Пилзенския край на Чехия. Административен център е град Пилзен, който на влиза в състава на окръга. Площта на окръга е 990,04 km2, а населението – 62 262 жители (2016 г.). В окръга има 90 населени места, от които 7 града и 1 място без право на самоуправление.
От 2007 г. град Стари Пилзенец е част от окръг Пилзен-град; дотогава той влиза в състава на Пилзен-юг. На 1 януари 2016 г. размерът на окръга се увеличава с няколко малки кадастрални земи на закрития военен полигон Бърди.

## География
Окръгът е разположен в източната част на края. Граничи с всичките останали шест окръзи на Пилзенския край; окръг Пршибрам от Средночешкия край и с южночешкия окръг Страконице.

## Градове и население
Данни за 2009 г.:
| Град            | Население |
| --------------- | --------- |
| Пршещице        | 7277      |
| Добржани        | 6096      |
| Бловице         | 4184      |
| Непомук         | 3855      |
| Стод            | 3698      |
| Спалене Поржичи | 2671      |
| Касейовице      | 1360      |

| Общо           | Жени             | Мъже             |
| -------------- | ---------------- | ---------------- |
| 61 923 (100 %) | 30 402 (49,10 %) | 31 521 (50,90 %) |

По данните от 2009 г. средната гъстота е 63 души на km²; 47,06 % от населението живее в градове.

## Образование
По данни от 2003 г.:
| Вид училище                         | Брой училища |
| ----------------------------------- | ------------ |
| Детски градини                      | 40           |
| Начални училища                     | 29           |
| Гимназии                            | 1            |
| Средни училища и промишлени училища | 2            |
| Средни професионални училища        | 3            |
| Висши професионални училища         | -            |

## Здравеопазване
По данни от 2003 г.:
| Лекари                                      | 188 |
| Болници                                     | 1   |
| Специализирани заведения за лечение и отдих | 1   |
| Зъболекари                                  | 28  |
| Аптеки                                      | 13  |

## Транспорт
През окръга преминава част от магистрала D5 и първокласните пътища (пътища от клас I) I/19, I/20, I/26 и I/27. Пътища от клас II в окръга са II/117, II/176, II/177, II/178, II/180, II/182, II/183, II/187, II/188, II/191 и II/230. Общата дължина на транпортната мрежа в окръг Пилзен-юг е 198,5 km.